# Почему не я?
«Почему не я?» (фр. Pourquoi pas moi?) — романтическая кинокомедия 1999 года режиссёра Стефана Жюсти.

## Сюжет
Нико, Ева, Ариана и Камилла занимаются издательским бизнесом по тематике ЛГБТ в Барселоне. Объединяет их, однако, не только бизнес и любовь к Глории Гейнор, но и то, что все они предпочитают однополую любовь. Проблема только в том, что все они скрывают правду от своих родителей за исключением Камиллы. Отец Евы — известный тореадор, мать Нико — популярная певица. Дети боятся, что их признание разрушит жизнь родителей, и они им этого не простят.
Но наконец они решаются. Камилла предлагает собрать все семьи на вечеринку и всем вместе рассказать правду. План осуществляется, однако не совсем так, как планировали друзья. Реакция родителей оказалась непредсказуема, да и у самих родителей нашлось немало тайн, которые они скрывали.

## Актёрский состав
- Амира Казар — Камилла
- Александра Лондон — Ариана
- Бруно Путцулу — Нико
- Жюли Гайе — Ева
- Кармен Чаплин — Лили
- Джонни Халлидей — Хозе, отец Евы
- Элли Медейрос — Малу, мать Евы
- Виттория Сконьямильо — Сара, мать Нико
- Мари-Франс Писье — Ирэн, мать Арианы
- Брижит Руа — 'Жозефа, мать Камиллы
- Асумпта Серна — Диана, мать Лили
- Хоан Кросас — Тони, отец Лили
- Жан-Клод Дофин — Алан, отец Арианы
- Монце Мостаса — Тина
- Марта Джил — Клара
- Адрия Колладо — Мануэль
- Альберт Лопес-Муртра — Хуан

## Съёмочная группа
- Авторы сценария: Стефан Жюсти
- Режиссёр: Стефан Жюсти
- Оператор: Антуан Рош
- Художники:
  - Роза Рос
  - Катрин Риго
- Монтаж: Катрин Шварц
- Продюсеры:
  - Каролин Эдриан
  - Мари Масмонтейл
  - Дени Каро

## Награды
Фильм получил следующие награды:
| Награды                             | Награды | Награды                             | Награды   | Награды      |
| ----------------------------------- | ------- | ----------------------------------- | --------- | ------------ |
| Фестиваль / Премия                  | Год     | Награда                             | Категория | Победитель   |
| Miami Gay and Lesbian Film Festival | 2000    | Приз зрительских симпатий Приз жюри |           | Стефан Жюсти |
| ЛГБТ-кинофестиваль в Сиэтле         | 1999    | Best Lesbian Feature                |           | Стефан Жюсти |

## Интересные факты
- Диана, мать Лили, начинает, а Сара, мать Нико, подхватывает исполнение песни Хулио Иглесиаса «Abrázame» («Обними меня»)